# 氏家直元
氏家直元（?—1571年6月4日），日本戰國時代的武將。出家後名為卜全，一般亦以氏家卜全這個名字而廣為人知。與稻葉良通和安藤守就被稱為「西美濃三人眾」。父親是氏家行隆。大垣城城主。有三子：氏家直昌、氏家行廣和氏家行繼。
直元最初是土岐賴藝的家臣；齋藤利政（即齋藤道三）推翻土岐氏後，直元成為齋藤氏的家臣。道三死後，繼續為義龍和龍興效力。1567年，在織田信長攻打稻葉山城的時候，決定加入信長，協助織田軍攻克稻葉山城。
齋藤氏滅亡後，正式成為織田氏的家臣，直元參與了大河內城（北畠氏）及姉川之戰等重要戰役。直元在1571年討伐長島一向一揆的時候，當織田軍下令撤退時，直元成為了殿後部隊，最後在撤退時戰死。死後，由長男直昌繼承。